# Гран при Татјана Лукјанова
Гран при „Татјана Лукјанова” је награда коју додељује Београдско драмско позориште и која се уручује на дан Београдског драмског позоришта (20. фебруар) за претходну годину. 
Татјана Лукјанова је била глумица у Београдском драмском позоришту.

## Добитници
- 2003 – Весна Чипчић
- 2004 – Ђурђија Цветић
- 2005 – Предраг Ејдус за улогу Дагија у представи „Делиријум тременс” писца и редитеља Горана Марковића и за улогу Салијерија у представи „Амадеус” Питера Шефера у режији Алисе Стојановић.[1]
- 2006 – Драган Петровић Пеле за улогу Шулца у представи „Блуз за Месију” Артура Милера.
- 2007 – Душанка Стојановић за улогу Есме у представи „Cheif” Београдског драмског позоришта[2]
- 2008 – Милица Зарић
- 2009 – Милена Павловић Чучиловић за режију праизведбе драме Игора Маројевића „Бар сам свој човек”, као и за улогу Розе у представи „Мобилни” Сергија Белбела у режији Катарине Вражалић и за успешну алтернацију за улогу госпође Менингем у „Плинској светлости” Патрика Хамилтона у режији Милице Краљ.
- 2010 – Милена Дравић за улогу Мод у представи Колина Хигинса „Харолд и Мод” у режији Милана Караџића.[3]
- 2011 – Петар Бенчина за три улоге: Макс у драми „Као кроз стакло” по делу Ингмара Бергмана у режији Ање Суше, Лола у представи „Све о мојој мајци”, по филму Педра Алмодовара у режији Ђурђе Тешић и Огњен у комаду „Дневна заповест” Владимира Ђурђевића у режији Марка Манојловића.[4]
- 2012 – није додељена награда
- 2013 – Љиљана Мркић Поповић[5]
- 2019 – Јагош Марковић[6]
- 2019 – Мирјана Карановић за улогу у представи „Читач”[7]